# Bala Buluk (district)
Bala Buluk (Afghaans: بالا بړلړک) is een Aghaans district in de westelijke provincie Farāh.
De bevolking wordt geschat op ongeveer honderdduizend personen en bestaat voor ongeveer 95 procent uit Pathanen en voor de rest uit Tadzjieken.
Anar Dara · Bakwa · Bala Buluk · Farah · Gulistan · Khaki Safed · Lash wa Juwayn · Pur Chaman · Pusht Rod · Qala i Kah · Shib Koh